# Saint-Firmin-des-Prés
Saint-Firmin-des-Prés é uma comuna francesa na região administrativa do Centro, no departamento Loir-et-Cher. Estende-se por uma área de 13,78 km². Em 2010 a comuna tinha 860 habitantes (densidade: 62,4 hab./km²).